# Natação no Campeonato Mundial de Esportes Aquáticos de 2024 - 400 m livre feminino

A prova dos 400 metros livre feminino da natação no Campeonato Mundial de Esportes Aquáticos de 2024 foi realizada no dia 11 de fevereiro de 2024 em Doha, no Catar.

## Formato da competição
A competição consiste em duas rodadas: eliminatórias e final. As nadadoras com os 8 melhores tempos nas baterias preliminares avançam a final. Desempates (swim-offs) são utilizados conforme necessário para quebrar os empates de avanço a próxima rodada.

## Cronograma
Todos os horários estão na hora local (UTC+3).
| Data            | Hora  | Evento        |
| --------------- | ----- | ------------- |
| 11 de fevereiro | 10:46 | Eliminatórias |
| 11 de fevereiro | 19:32 | Final         |

## Recordes
Antes desta competição, os recordes mundiais e do campeonato nesta prova eram os seguintes:
| Tipo                  | Atleta         | Tempo     | Local   | Data                |
| --------------------- | -------------- | --------- | ------- | ------------------- |
|                       | Ariarne Titmus | 3m 53s 38 | Fukuoka | 23 de julho de 2023 |
| Recorde do campeonato | Ariarne Titmus | 3m 53s 38 | Fukuoka | 23 de julho de 2023 |

## Medalhistas
| Ouro                              | Prata              | Bronze                 |
| Erika Fairweather · Nova Zelândia | Li Bingjie · China | Isabel Gose · Alemanha |

## Resultados

### Eliminatórias
Esses foram os resultados das eliminatórias. A prova foi realizada no dia 11 de fevereiro com início às 10:46.
| Pos. | Bateria | Raia | Nadadora                 | Nacionalidade      | Tempo   | Notas |
| ---- | ------- | ---- | ------------------------ | ------------------ | ------- | ----- |
| 1    | 4       | 5    | Li Bingjie               | China              | 4:04.65 | Q     |
| 2    | 4       | 4    | Erika Fairweather        | Nova Zelândia      | 4:04.70 | Q     |
| 3    | 3       | 4    | Isabel Marie Gose        | Alemanha           | 4:05.48 | Q     |
| 4    | 4       | 2    | Maria Fernanda Costa     | Brasil             | 4:05.52 | Q,    |
| 5    | 4       | 3    | Eve Thomas               | Nova Zelândia      | 4:06.12 | Q     |
| 6    | 4       | 6    | Gabrielle Roncatto       | Brasil             | 4:06.13 | Q     |
| 7    | 3       | 3    | Yang Peiqi               | China              | 4:06.82 | Q     |
| 8    | 4       | 8    | Agostina Hein            | Argentina          | 4:08.86 | Q     |
| 9    | 4       | 7    | Nikolett Pádár           | Hungria            | 4:09.21 |       |
| 10   | 4       | 0    | Ichika Kajimoto          | Japão              | 4:09.65 |       |
| 11   | 3       | 1    | Addison Sauickie         | Estados Unidos     | 4:09.67 |       |
| 12   | 3       | 5    | Kiah Melverton           | Austrália          | 4:10.61 |       |
| 13   | 3       | 6    | Valentine Dumont         | Bélgica            | 4:10.96 |       |
| 14   | 4       | 9    | Duné Coetzee             | África do Sul      | 4:12.03 |       |
| 15   | 3       | 7    | Anastasiya Kirpichnikova | França             | 4:13.95 |       |
| 16   | 3       | 8    | Imani de Jong            | Países Baixos      | 4:14.20 |       |
| 17   | 2       | 4    | Daria Golovaty           | Israel             | 4:14.42 |       |
| 18   | 3       | 0    | Merve Tuncel             | Turquia            | 4:14.47 |       |
| 19   | 2       | 5    | Gan Ching Hwee           | Singapura          | 4:14.54 |       |
| 20   | 4       | 1    | Francisca Soares         | Portugal           | 4:15.04 |       |
| 21   | 3       | 2    | Ella Jansen              | Canadá             | 4:17.01 |       |
| 22   | 2       | 2    | Maria Yegres             | Venezuela          | 4:17.65 |       |
| 23   | 2       | 3    | Diana Taszhanova         | Cazaquistão        | 4:18.15 |       |
| 24   | 3       | 9    | Han Da-kyung             | Coreia do Sul      | 4:18.38 |       |
| 25   | 2       | 6    | Elisbet Gámez            | Cuba               | 4:19.91 |       |
| 26   | 2       | 1    | Lisa Pou                 | Mónaco             | 4:22.61 |       |
| 27   | 2       | 8    | Eva Petrovska            | Macedônia do Norte | 4:25.21 |       |
| 28   | 2       | 0    | Harper Barrowman         | Ilhas Caimã        | 4:27.30 |       |
| 29   | 2       | 7    | Ma Gilaine               | Hong Kong          | 4:27.52 |       |
| 30   | 1       | 5    | Malak Meqdar             | Marrocos           | 4:36.32 |       |
| 31   | 2       | 9    | Kaltra Meca              | Albânia            | 4:40.47 |       |
| 32   | 1       | 4    | Duana Lama               | Nepal              | 4:45.85 |       |
| 33   | 1       | 6    | Mashael Alayed           | Arábia Saudita     | 4:56.42 |       |
| –    | 1       | 3    | Karin Belbeisi           | Jordânia           | DSQ     | DSQ   |

### Final
A final foi realizada em 11 de fevereiro às 19:32.
| Pos.              | Raia | Nadadora             | Nacionalidade | Tempo   | Notas                 |
| ----------------- | ---- | -------------------- | ------------- | ------- | --------------------- |
| Medalha de ouro   | 5    | Erika Fairweather    | Nova Zelândia | 3:59.44 | Recorde nacional      |
| Medalha de prata  | 4    | Li Bingjie           | China         | 4:01.62 |                       |
| Medalha de bronze | 3    | Isabel Gose          | Alemanha      | 4:02.39 | Recorde nacional      |
| 4                 | 6    | Maria Fernanda Costa | Brasil        | 4:02.86 | Recorde sul-americano |
| 5                 | 7    | Gabrielle Roncatto   | Brasil        | 4:04.18 |                       |
| 6                 | 1    | Yang Peiqi           | China         | 4:05.73 |                       |
| 7                 | 2    | Eve Thomas           | Nova Zelândia | 4:05.87 |                       |
| 8                 | 8    | Agostina Hein        | Argentina     | 4:10.33 |                       |

Legenda
| Recorde mundial       | Recorde mundial (World record)               |                       | Recorde africano                      | Recorde africano (African) |                                           | Q | Classificado por posição (Qualified) |
| Recorde do campeonato | Recorde do campeonato (Championship record)  | Recorde da América    | Recorde da América (Americas)         | q                          | Classificado por melhor tempo (Qualified) |   |                                      |
| Melhor marca do ano   | Melhor marca do ano (World leading)          | Recorde asiático      | Recorde asiático (Asian)              | DNS                        | Não largou (Did not start)                |   |                                      |
| Recorde nacional      | Recorde nacional (National record)           | Recorde europeu       | Recorde europeu (European)            | DNF                        | Não terminou (Did not finish)             |   |                                      |
| Recorde pessoal       | Recorde pessoal do atleta (Personal best)    | Recorde da Oceania    | Recorde da Oceania (Oceania)          | DSQ / DQ                   | Desclassificado (Disqualified)            |   |                                      |
| Recorde da temporada  | Recorde da temporada do atleta (Season best) | Recorde sul-americano | Recorde sul-americano (South America) | NM                         | Sem marca (No mark)                       |   |                                      |